# 1985 UT
1985 UT är en asteroid i huvudbältet som upptäcktes den 20 oktober 1985 av den tjeckiske astronomen Antonín Mrkos vid Kleť-observatoriet i Tjeckien.
Asteroiden har en diameter på ungefär 22 kilometer.